# Силы специальных операций КНДР
Силы специальных операций КНДР (кор. 조선인민군 특수작전군?, 朝鮮人民軍 特殊作戰軍?) — войска Корейской Народно-Демократической Республики, предназначенные для проведения специальных операций.
Первые подразделения специального назначения Корейской народной армии были созданы в середине 1960-х.

## Известные операции
- 21 января 1968 года группа из 31 спецназовца КНДР отряда № 124, одетых в форму ВС Южной Кореи, совершила нападение на резиденцию президента Южной Кореи Чонвадэ. В ходе завязавшегося боя с полицией погибло 6 участников нападения, при продолжавшихся до 3 февраля контрдиверсионных мероприятий было убито ещё 22 спецназовца. 1 боец был взят в плен, двоим удалось прорваться обратно на территорию КНДР.
- В период с 30 октября по 2 ноября 1968 года 120 бойцов спецназа КНА группами по 15 человек были высажены на побережье Южной Кореи в районе Ульчин-Самчхок. Целью операции было создание партизанских отрядов на территории Южной Кореи. В ходе войсковой операции и поисковых мероприятий военных и полиции РК, длившихся около 2 месяцев, 113 спецназовцев было убито и 7 были захвачены в плен.
- В 1977 году в Бенине, после неудачной попытки государственного переворота, командир французских наёмников Боб Денар сообщал, что его отряд вынудили отступить из страны северокорейские коммандос, защищавшие президента Матьё Кереку[1].
- 22 мая 1992 спецназ КНДР провёл ряд акций в демилитаризованной зоне, в ходе которых погибли три спецназовца;
- 17 октября 1995 — акция в Имжин Ривер (погиб один северокореец), а также в Пуё (провинция Чхунчхон-Намдо).
- 18 сентября 1996 подлодка класса «Akula» ВМС КНА села на мель близ города Каннын на востоке южнокорейского побережья Японского моря. Находившиеся на её борту члены экипажа и спецназовцы попытались уйти в КНДР по суше. В ходе боёв 13 бойцов погибли в бою, еще 11 спецназовцев совершили самоубийство и лишь одному удалось вырваться из кольца окружения и пробиться в КНДР через Демилитаризованную зону.
- Бои в Курской области (с 2024)

## Современное состояние
Численность спецвойск Корейской народной армии оценивается в пределах от 88 000 (журнал «Зарубежное военное обозрение») до 121 500 (военное ведомство Южной Кореи) военнослужащих. На спецназ возложено выполнение пяти основных задач:
- проведение разведывательных и диверсионных операций;
- проведение операций во взаимодействии с регулярными вооруженными силами КНА;
- организация «второго фронта» в тылу армии Южной Кореи и, в конечном счете, достижение стратегического превосходства;
- противодействие спецоперациям военных разведок США и Южной Кореи в тыловых районах КНДР;
- борьба с антиправительственными силами внутри страны и обеспечение внутренней безопасности[2].

Структурно спецназ КНА разделён на три категории: лёгкая пехота (принимает участие в боевых операциях, проводимых совместно с подразделениями уровня роты или батальона), разведывательные (в составе отдельных команд ведут поиск с целью получения разведывательной или адресной информации) и снайперские части (задачи те же, что и у лёгкой пехоты, но проводимые отдельными командами). Организационно силы спецназначения представлены 22 (возможно, 23) бригадами (в том числе две снайперские бригады морского десанта, расположенные одна на восточном побережье, другая — на западном побережье). Также в состав спецназа входят 18 отдельных батальонов (17 разведывательных, включая батальоны разведки ВМФ и ВВС, и 1 воздушно-десантный).
Руководство спецподразделениями осуществляют две основные структуры Министерства народных вооружённых сил КНДР: Управление командования специальных частей (центральная руководящая структура) и Разведывательное управление (первичная разведывательная структура, осуществляющая планирование «операций проникновения» и управление агентурным аппаратом).